# Вільгельм Вахтель
Вільгельм Ва́хтель (пол. Wilhelm Wachtel, нар. 12 серпня 1875, Львів, пом. 30 грудня 1942, США) — єврейсько-польський художник, графік, ілюстратор, представник реалізму.

## Біографія
Народився і мешкав у Львові. Вчився у краківській Академії мистецтв під керівництвом Леона Вичулковського та Леопольда Леффлера (Leopold Löffler), а згодом — в Академії художніх мистецтв у Мюнхені в Ніколауса Ґюзіса (Nikolaus Gysis).
Часто подорожував до Відня, Парижа, Палестини, де оселився 1936 року; після початку Другої світової війни емігрував до США.
Малював олією та пастеллю, займався графікою, творив передусім жанрові сцени на єврейську тематику, зокрема після повернення з Палестини 1922 року намалював цикл картин, що зображували складне життя єврейських осадників, творив ліричні портрети, композиції на біблійну тематику, ілюстрував книжки. Багато з його картин виставляли, а 1935 року мав індивідуальну виставку в варшавській галереї Zachęta, на якій показав близько 50 праць.
Трагічно загинув в автомобільній аварії в США. Більшість праць Вахтеля пропали під час Другої світової війни.